# Великий Кордон
Великий Кордо́н (рос. Большой Кордон) — селище у складі Асінівського району Томської області, Росія. Входить до складу Новоніколаєвського сільського поселення.

## Населення
Населення — 296 осіб (2010; 334 у 2002).
Національний склад (станом на 2002 рік):
- росіяни — 95 %